# サービスラーニング
　サービス・ラーニングとは、奉仕活動（サービス）と学習活動（ラーニング）の実践を統合させた学習方法である。サービス・ラーニングは、学生が教室で得た知識を地域社会において社会貢献活動を行う。これにより、学習者と地域社会が連帯することで双方に利益がもたらされる。サービス・ラーニングの定義は厳密に確立しておらず、目的により多様である。サービス・ラーニングは教育機関で行われるボランティア活動を教育目的と結びつき、学校主催のプログラムとして行われることが多い。

## 理念と定義
サービス・ラーニング（Service-Learning）という言葉は1967年、民主主義のアメリカの下で誕生した。サービス・ラーニングがアメリカで誕生した背景には、1960年代後半は公民権運動が盛んであり市民による自主的な活動が社会に変革をもたらすと考えられていた。また、アメリカ社会はキリスト教に基づくボランティア活動の伝統があり奉仕活動という概念も受け入れられていた。これらにより、学習者が奉仕活動を通して社会と連帯し、社会的責任を育むために生み出された教育方法である。当初から明らかになっているのはサービス（奉仕活動）とラーニング（学習）を結びけるものである。今日、サービス・ラーニングは世界の多くの教育機関で幅広く用いられている。
サービスラーニングの定義は目的により多様であり一貫しているものはない。多様に理解され、用いられている。
- 学習者が他者への思いやりの感覚を育てるのを援助する学習方法である。
- 学習者が学内で得た知識を学外へで実践することにより、学内で得たことを高める方法論である。
- 座学に終わらず、学習者が得た知識を実践し社会の問題解決を目的とした教授法である。
- 地域開発や社会貢献の方法論として用いられる。
- 奉仕活動と学問が統合された教育活動である。
- 学習者が奉仕活動に参加することにより道徳や倫理を学ぶ事によって、市民的責任や市民教育を育むことを目的とした方法論である。

## 重要点
- カリキュラムの連続性
サービス・ラーニングは奉仕活動の中に学習を組み込むため、学問的関連性を明確にすることが重要である。授業の一環で行うことは可能だが、課外活動として行うこともある。
- 社会性育成、市民教育、人格教育
奉仕活動に積極的に関わることだけでなく、社会性や持続的な関心を喚起されながら、その奉仕活動を選択、立案、実行、評価する機会を与えられる。
- 社会ニーズに応える奉仕活動と地域社会との連携
地域社会が実際必要とする活動が重要である。
地域組織との連携のために、1つの活動計画の実現に向けた真の必要性を把握し、相補に助言を行い、有効な貢献を果たすことが重要である。うまく連携が確立すれば、両者がその活動を通して互恵性の関係を築くことが可能である。
地域の人々や奉仕を受ける人々は、奉仕活動の意義や深さの判定に関わる

## 歴史
- アメリカの歴史

　サービス・ラーニングの基礎は、教育学者であるウィリアム・ジェームズ（William James）とジョン・デューイ(John Dewey）がサービス（奉仕）を基本としたラーニング（経験学習）を主張したことが発端である。そして1916年にジョン・デューイが提唱した「体験的教育」を推進したことからサービス・ラーニングは発展した。ジョン・デューイは知識を教授することだけが教育ではなく，体験を通して獲得する学びにこそ真の教育があるという「行動による学習」論を展開した。また、学習者が他者へサービスを行う概念や体験を振り返るプロセスの重要性を指摘した。
　1967年、サービス・ラーニングという言葉が生まれた。1960年代後半は公民権運動が盛んであり市民による自主的な社会活動が行われた。また、アメリカ社会はキリスト教に基づくボランティア活動の伝統がありサービス（奉仕活動）という概念も一般的に広く受け入れられていた。このような文化的背景もあり、学習者が奉仕活動を通して社会と連帯し、社会的責任を育むというサービス・ラーニングの理念が浸透していった。
　1970年代は、学力やモラルの低下が指摘され、他者のためかつ自分のためになる体験学習方法としてサービス・ラーニングの導入が政策化されていった。
　       1980年代は権利のみを主張する自己中心主義（ミーイズム）が広まり，金融業界の発達で学生が金儲け主義に陥っていた。これらの打開策としてサービス・ラーニングという教育手法が発展し、各教育現場で課外活動として実施し始めることでカリキュラム開発がされていった。
　1985年、社会貢献を推進する大学および大学長を会員とした全国組織、キャンパス・コンパクト（Campus Compact）が設立された。この組織が設立されることにより、サービス・ラーニングが大学教育のなかで浸透していった。
　1990年に国家・コミュニティ・サービス条例（National and Community Service Act）がまとめられ，「コミュニティサービス」として発展し，それが次には学習方法としての組織化が行われるようになり，今日のサービス・ラーニングが形成された。
- 日本での歴史

　サービス・ラーニングが日本の大学などの教育機関で導入されるようになったのは，1990年代後半であり，一般に普及し始めたのは2000年以降である。サービス・ラーニングの先駆者である国際基督教大学（ICU ）は1999 年からサービス・ラーニング関連科目を開講し、2002年に「サービス・ラーニング・アジア会議」（Service Learning in Asia: Creating Networks and Curricula in Higher Education）を開催した。この会議には国内外から約30の大学が参加し、サービス・ラーニング推進のネットワークやプログラムづくり、協力関係を構築した。また同年の10月に、「ICU サービス・ラーニング・センター」を設立した。現在では国際基督教大学以外に早稲田大学，上智大学、青山学院大学、立命館大学，昭和女子大学，恵泉女学院大学，愛媛大学などといった大学でサービス・ラーニングが実施されている。

## 実践方法
サービス・ラーニングを効果的に実践するためには、4つの構成要素が必要とされている。その4つの要素とは、1事前学習、2 奉仕活動、3 振り返り、4 報告である。
1.事前学習 Preparation
　サービス・ラーニングの実践活動を経験する前に行われる調査、研修、技術の習得などである。学習者は活動の対象となる場を分析し、ニーズが何であるかを考察・把握する。ニーズを分析することで、学習者は実践を行う前に必要な知識や技術をより明確にすることができる。また、分析を行うことで学習者と地域社会が連携し、それにより双方に利益得られる関係を築くことが可能となる。この事前学習は活動の学習効果に決定的に作用するものであり、活動によっては数か月から半年かけて行う場合もある。
2. 奉仕活動 Service 
　学習者が事前学習で得た知識や技術を、地域社会のために効果的な奉仕活動を実践する。学習者は地域社会において奉仕活動を行うことにより、責任を持った行動をとることで社会的責任を培うことを期待される。この活動は内容により活動期間は様々であり、数週間から数か月と継続的に行われる場合が多い。
3. 振り返り Reflection
　振り返り（reflection）はサービス・ラーニングの中核である。この振り返りは奉仕活動の前、最中、活動後といった至る所で継続的に行われる。振り返りにより、「学外で経験したこと」と「学内で学んだこと」とを統合することができる。また、学習者が自ら奉仕活動を分析、評価をすることにより理論的な思考を確立し、自身の考えや仮説を批判的に見ることができるようになる。
4. 報告 Reporting
　サービス・ラーニングの全体の経験をレポートやプレゼンテーションにして学内で報告をする。この報告をすることで、事前学習で得た知識や技術・奉仕活動・省察が統合されることで学習者はサービス・ラーニングの全体をより深く理解することができる。また社会貢献の一つとして、次への課題の意見やアイデアを地域社会に向けて報告することも重要である。

## 実践例
```
青山学院大学の例
```

　2008年に青山学院宗教センターがサービス・ラーニング方針を導入し、担当者を置いた。2010年には「サービス・ラーニングⅠ・Ⅱ」が開講された。サービス・ラーニングⅠでは主にサービス・ラーニングの概要を学び、サービス・ラーニングⅡでは奉仕活動を実践する。実践の場として、インドに行き学生が奉仕活動を体験する。そのため、事前学習として授業内でインドの歴史や背景、貧困などといった社会問題について学び、ディスカッションを行っている。インドの滞在期間は１０日間であり、現地のNGO団体である「総合的地域健康プロジェクト」(CRHP:Comprehensive Rural Health Project)と共に行動をする。帰国後は振り返りを行い、報告のレポートを課題としている。

## ボランティア活動との違い
サービス・ラーニングは、教科学習と奉仕活動の関連性や市民性の醸成、地域社会との連携が重要視される学習方法であり、かつその結果が地域社会のニーズに貢献する活動である。それに対し、ボランティア活動は奉仕的な精神の育成や自主性の養成に重きがおかれ、地域社会における奉仕活動に意味はあるが、教科学習との関連が必要とされない。また、サービス・ラーニングは一般的にカリキュラムの一部として組み込まれているために、第三者の評価が伴うがボランティア活動の場合は自発的な活動であるために第三者からの評価はない。しかし、ボランティア活動と教科学習に関連性があり、振り返りと報告が行われ、計画的また継続的に次への活動へと結びつき、第三者からの評価がある場合はサービス・ラーニングの分類に入ると考えられる。

## インターンシップとの違い
インターンシップは主に、大学生や高校生が自らの専攻や将来のキャリアに関連した職業体験を行う制度であり、企業にとってはリクルート活動が目的の場である。インターンシップを行う目的は学生が職業意識を高め、実体験による技術能力向上、大学・高校と企業が連帯することで人材需給が見込まれることである。
　　インターンシップは大学・高校が対象となるのに対し、サービス・ラーニングは幼稚園から大学までを包括するプログラムがある。また、サービス・ラーニングは見返りを求めない奉仕活動に対して、インターンシップは有給である場合や職業意識やスキルの向上を獲得することができる。インターンシップは主に企業が活動場所に対して、サービス・ラーニングは地域社会を活動場所とする点においても相違がある。
　しかし、インターンシップのプログラムが地域社会のニーズにあったもので、市民性の育成や社会貢献という視点を満たし、かつ振り返りと報告を行うものであるならばサービス・ラーニングの一部に入ると考えられる。

## 学習者と地域社会の相互作用
サービス・ラーニングは奉仕活動を行う学習者とそれを受ける側には双方に報酬が得られる関係である。学習者と地域社会の両方に利益が得られる関係であるのもサービス・ラーニングの特徴である。学習者と地域社会ではどの点において有益であるのかの、それぞれの立場から提示する。
　まず、学習者にとっての有益な面を提示する。学習者はサービス・ラーニングを行うことで主に4つの能力が鍛えられる。1.人間関係能力、2．自己理解・他者理解、3．問題解決能力、４．主体性である。学習者は学外の人達と触れ合うことにより、幅広い年齢層の方々と交流することによって人間関係能力を向上させることができる。また、奉仕活動や振り返りを行う事で、自身を見つめ直すきっかっけとなり、他者へ思いやる気持ちをも育むことができる。これにより自己理解や他者理解へとつながる。ニーズの分析や振り返りを活動前、最中、後に何度も行うことで自身の課題や社会問題などに目を向け、どうしたら解決できるのか考える時間が与えられる。それにより、問題への意識と改善する能力が高められる。サービス・ラーニングを行う学習者には積極性が求められる。それにより、自ら考えて行動する能力が向上する。
　次に地域社会ではどの点において有益であるのかを提示する。地域社会にとっては主に3点があげられる。1．次世代のリーダーの育成、2．問題認識・解消3．新しい発想と想像力である。学習者が地域社会と連携し問題や課題に向き合い、また実践する場が与えられることによってリーダーシップを養うことで良き人材を創出することができる。また、直面している問題と向き合うことで、問題に対する認識や誤解を解くことにもつながる。そして、若い人の視点が入ることにより新たな対策やアイデアを得ることができる。
　このようにサービス・ラーニングは相互作用の効果があり、一方的にはならないのが特徴である。